# 93-я отдельная механизированная бригада
93-я отдельная механизированная бригада «Холодный Яр» (укр. 93-тя окрема механізована бригада «Холодний Яр», сокр. 93 ОМБр, в/ч А1302, пп В2830) — тактическое соединение в составе Сухопутных войск Украины. Образована на базе техники и личного состава 93-й гвардейской мотострелковой дивизии СССР.
В октябре 2022 года американский военный корреспондент Дэвид Экс назвал это формирование «одной из самых эффективных» передовых бригад Украины.
Место дислокации пгт Черкасское (Новомосковский район, Днепропетровская область), воинская часть А1302.

## История части

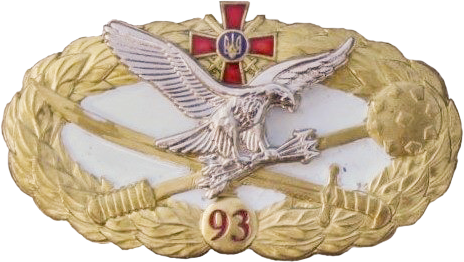
Нагрудный знак 93-й отдельной механизированной бригады

Бригада основана в 2002 году.

### Участие в миротворческих миссиях
В новейшей истории Вооружённых сил Украины 93 гв. мсд стала первым базовым соединением, которое готовило подразделения миротворческих сил. На базе 112-го мотострелкового полка дивизии был создан 108-й учебный центр подготовки миротворческого контингента. Здесь были сформированы 15 ротаций 240-го батальона, который выполнял миротворческие функции на территории бывшей Югославии.
Также на базе 3-го механизированного батальона сформирован 71-й отдельный механизированный батальон для включения в состав 7-й отдельной механизированной бригады, которая выполняла миротворческую миссию в Ираке в 2004—2005 годах, но из-за принятия решения о сокращении контингента — расформирован на этапе окончания подготовки, небольшая часть его личного состава была направлена для доукомплектования 73-го батальона.
Военнослужащие соединения принимали участие в миротворческих миссиях в Сьерра-Леоне, Либерии, Ливане.
Так в 2005 году в Ираке погибли 3 военнослужащих бригады. В период правления Ющенко военнослужащие бригады периодически обучались инструкторами НАТО, часть офицерского состава обладала реальным боевым опытом.

### Война на востоке Украины
С начала боевых действий на востоке Украины бригада участвовала в боях за населённые пункты: Селидово, Украинск, Карловка, Нетайлове, Первомайское, Пески, Авдеевка.
С мая 2014 до января 2015 подразделения 93-й бригады удерживали Донецкий аэропорт. За это они и бойцы других подразделений были прозваны в СМИ «киборгами».
В начале марта 2016 93-ю отдельную механизированную,  вывели из Донбасса в тыл на ротацию.
По состоянию на июнь 2017 года бригада занимала зону ответственности на Луганском направлении.

По состоянию на 1 марта 2020 года 93-я отдельная механизированная бригада в ходе АТО потеряла погибшими 254 человека.

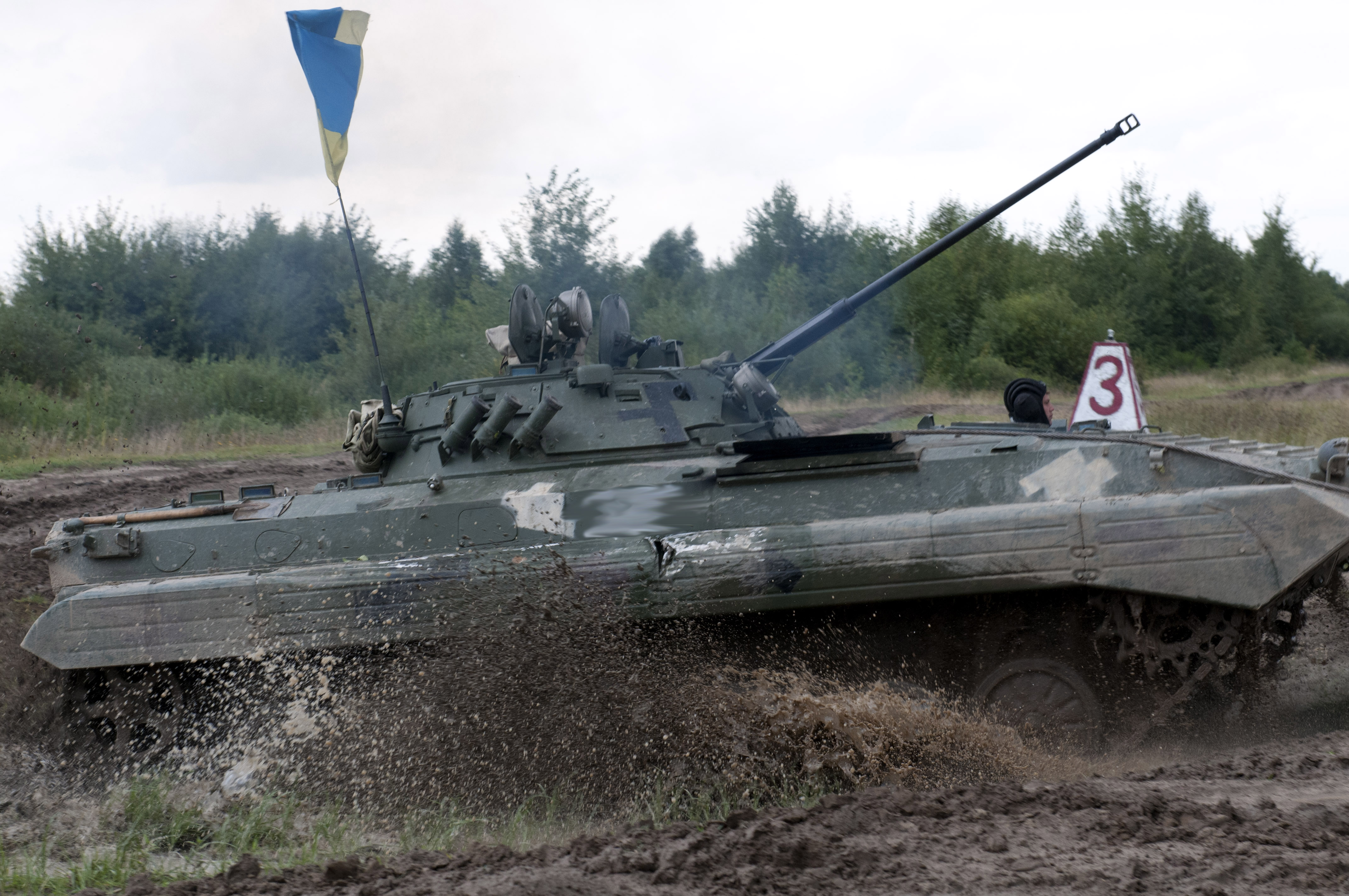
БМП-2 1-го батальона 93-й отдельной механизированной бригады во время учений, август 2016 года

### Вторжение России на Украину
С начала полномасштабного вторжения России на территорию Украины бригада принимала активное участие в обороне страны. В частности, во время провального наступления российской армии на центральную Украину со стороны Беларуси, 93-ОМБр обороняла Сумы, находясь некоторое время в блокаде. Также принимали участие в освобождении Тростянца, вытеснив оттуда Кантемировскую танковую дивизию, и других сражениях, полностью освободив Сумскую область 8 апреля 2022 года.
Участвуют в обороне Харькова и контрнаступлении в Харьковской области, а так же в битве за Донбасс.

Для награждения особо отличившихся бойцов бригады был учреждён Крест Заслуг бригады "Холодный Яр".

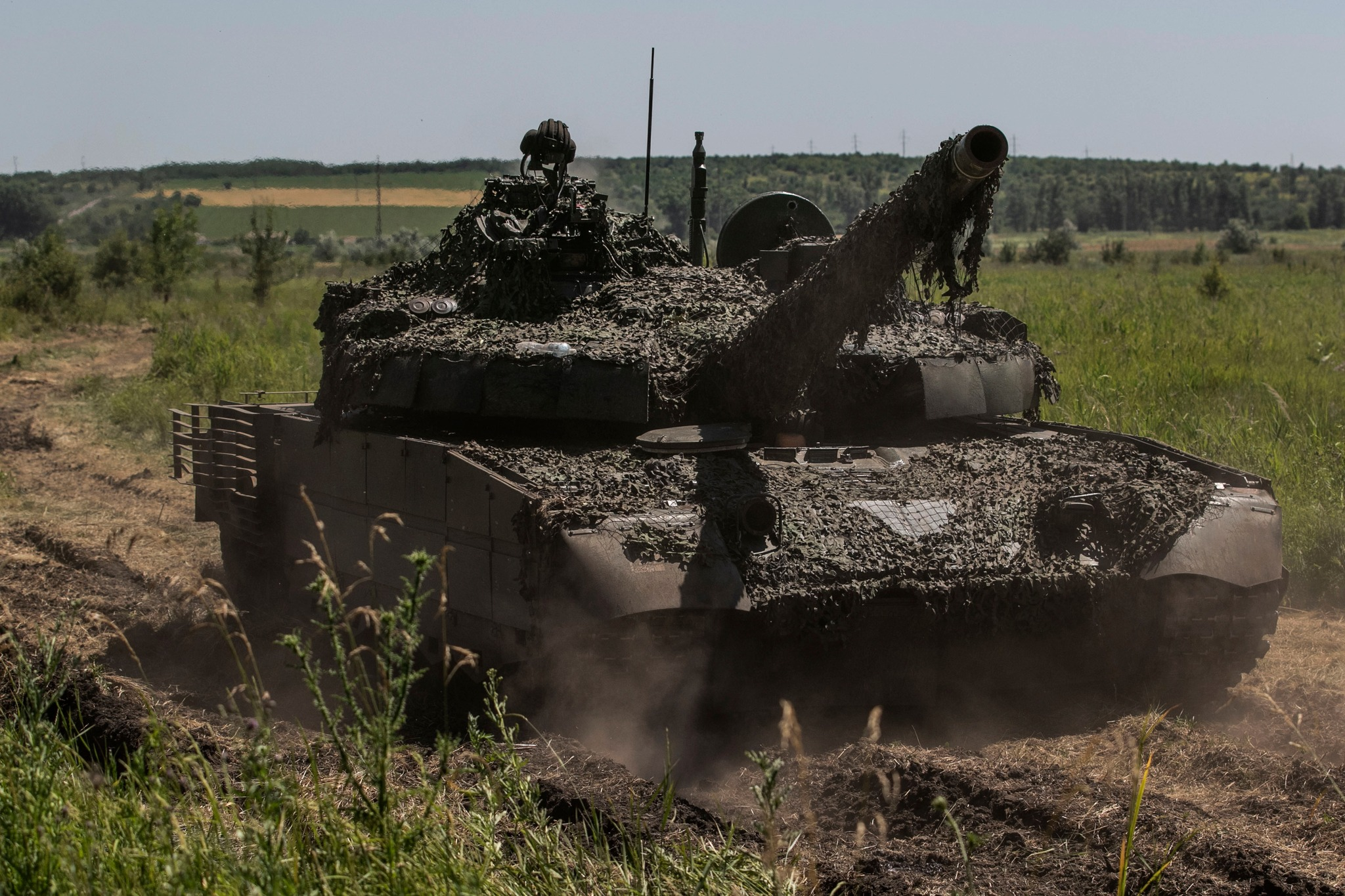
Т-80БВМ в составе 93-й бригады «Холодный Яр»
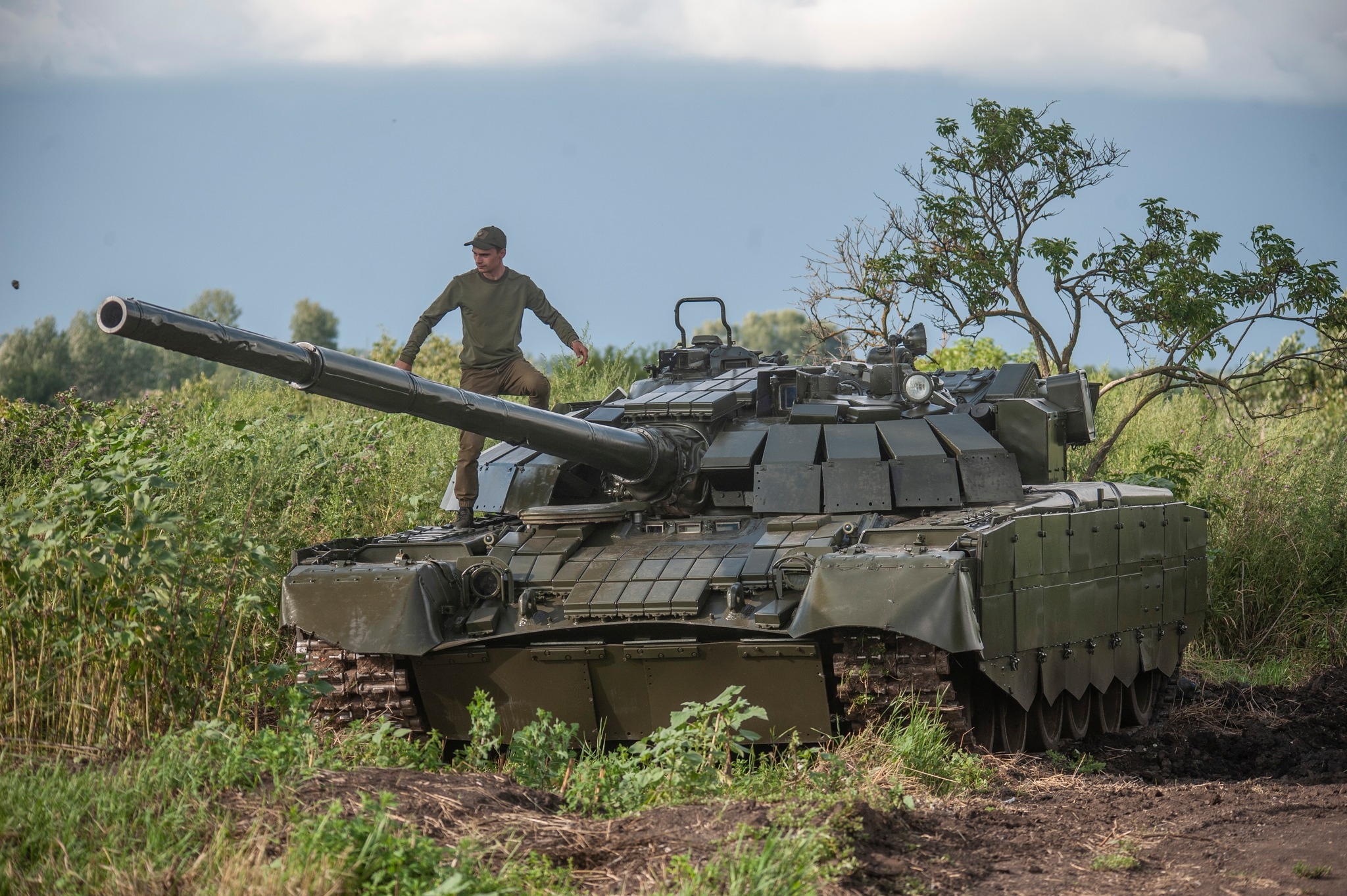
Т-80БВК в составе 93-й бригады «Холодный Яр»
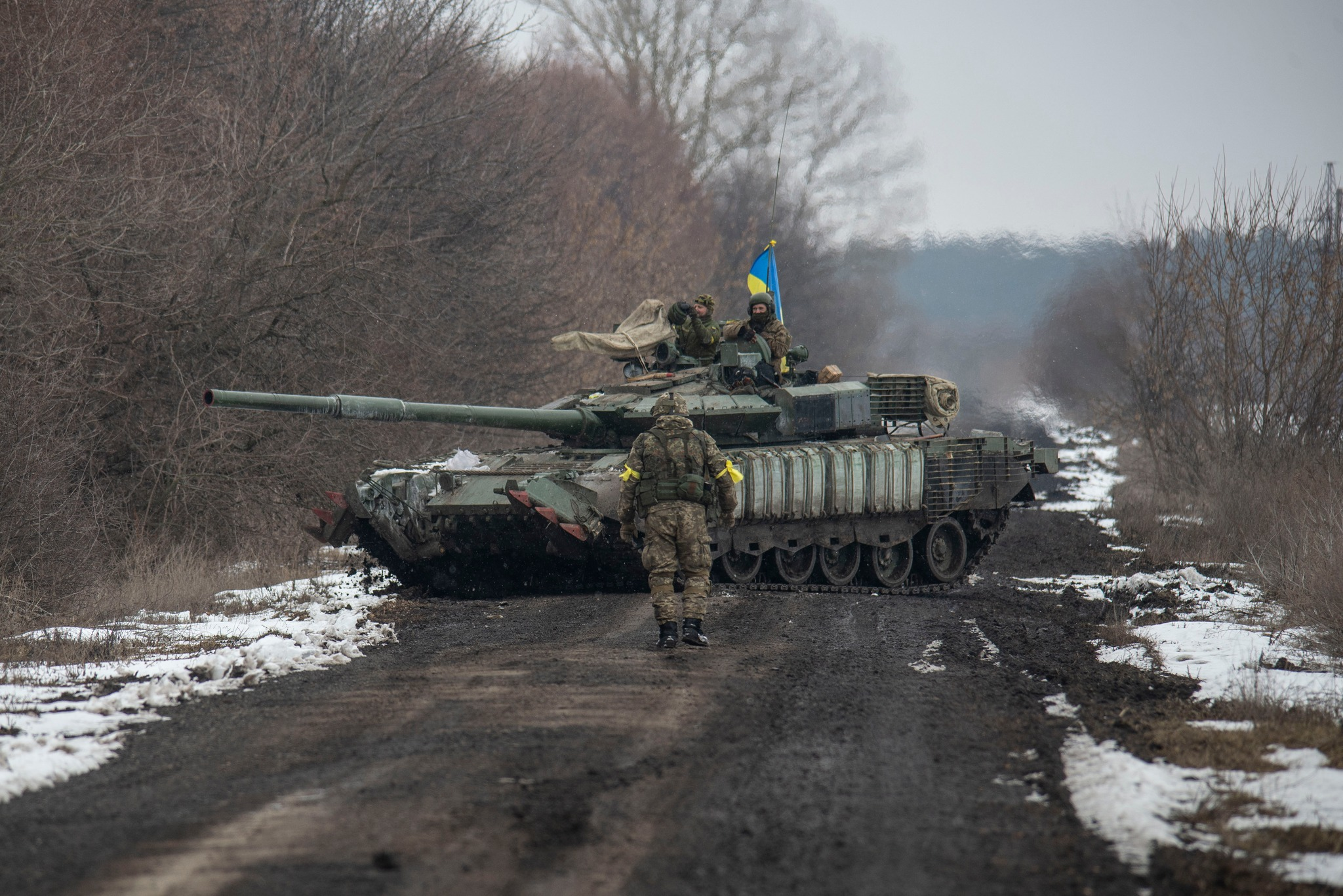
T-80БВМ в составе 93-й бригады «Холодный Яр»
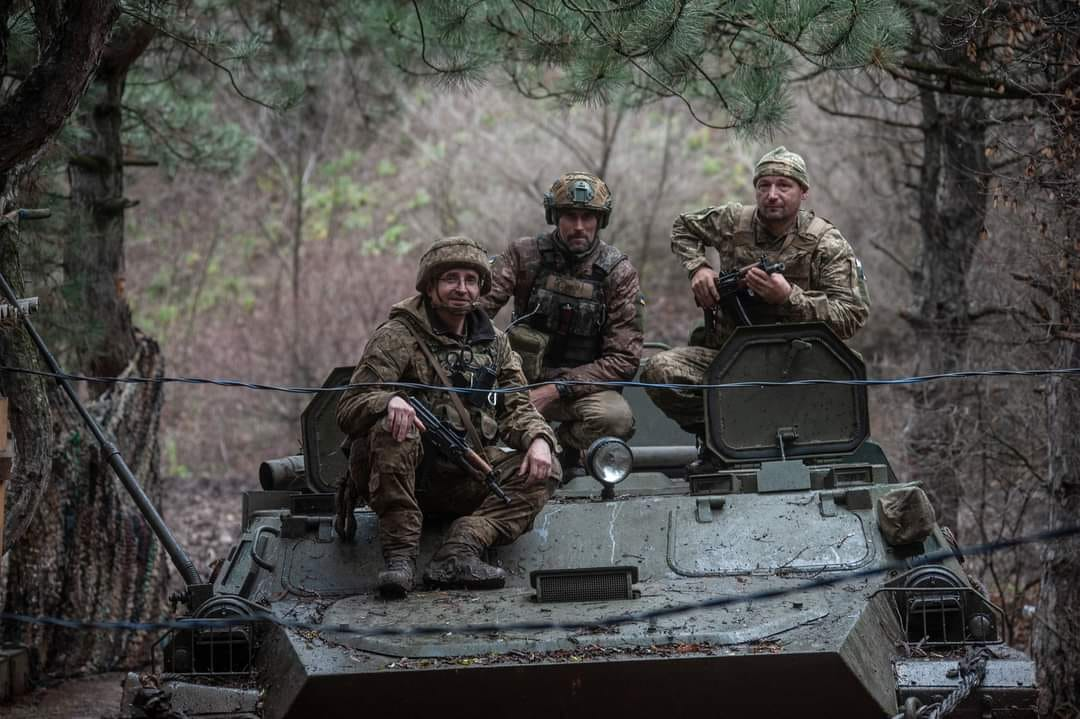
Военнослужащие бригады на марше

## Состав

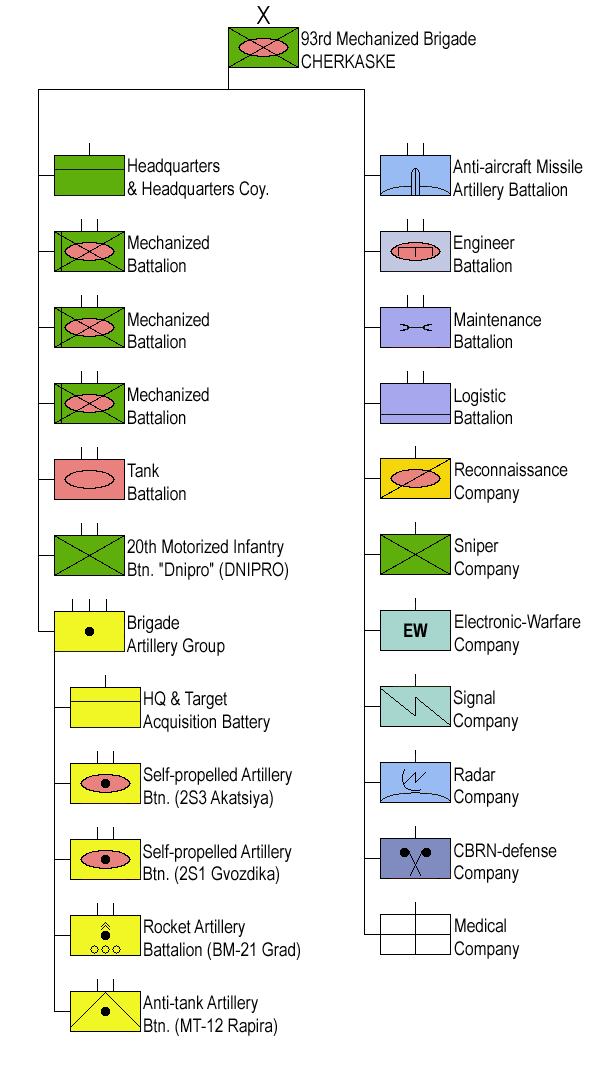
В тактических знаках НАТО

На 2017 год:
- управление (штаб бригады)
- 1-й механизированный батальон
- 2-й механизированный батальон
- 3-й механизированный батальон
- 20-й отдельный мотопехотный батальон[15]
- танковый батальон
- зенитный ракетно-артиллерийский дивизион
- бригадная артиллерийская группа:
  - батарея управления и артиллерийской разведки
  - 1-й самоходный артиллерийский дивизион
  - 2-й самоходный артиллерийский дивизион
  - реактивный артиллерийский дивизион
  - противотанковый артиллерийский дивизион
- рота снайперов
- разведывательная рота
- узел связи
- рота радиоэлектронной борьбы
- радарная рота
- группа инженерного обеспечения
- рота РХБЗ
- батальон материального обеспечения
- ремонтно-восстановительный батальон
- медицинская рота
- комендантский взвод

## Командование
- 2001: полковник Бочаров, Игорь Геннадьевич
- До 2013: полковник Карпенко Владимир
- 2013—2015: полковник Микац, Олег Михайлович[укр.]
- 2015—2019: полковник Клочков, Владислав Викторович[укр.]
- 2019 — 21 января 2022: полковник Брижинский, Дмитрий Владимирович
- 21 января 2022 — 14 января 2023: полковник Шевчук, Руслан Николаевич[16][17]
- C 2023 - полковник Палиса Павел[18]

## См.также
- 36-я отдельная бригада морской пехоты